# Jesteburgo
Jesteburgo (en alemán: Jesteburg) es un municipio en el distrito de Harburgo, en Baja Sajonia, Alemania. Está situado aproximadamente a 25 km al sur de Hamburgo, y a 6 km al este de Buchholz in der Nordheide. Jesteburgo es también la sede del Samtgemeinde, una especie de municipio colectivo, homónimo. En Jesteburgo se encuentra la confluencia de dos pequeños ríos, el Schmale Aue y el Seeve.

## Historia
La primera mención oficial de Jesteburgo se remonta al año 1202, en un documento firmado por el arzobispo de Bremen, Hartwig II.
Se supone que el castillo que dio nombre a la ciudad guardó un paso del río Seeve hasta el siglo XIII. Los restos de este Burg aún no se han encontrado.
Entre 1872 y 73, se construyó el ferrocarril entre Buchholz in der Nordheide y Lüneburg que todavía atraviesa Jesteburgo.
Durante la Segunda Guerra Mundial, en un ataque aéreo aliado en las cercanías de Hamburgo en enero de 1943, un número indeterminado de bombas incendiarias cayeron sobre Jesteburgo, y varios edificios fueron destruidos. El 19 de abril de 1945, el puente del ferrocarril fue volado por la Wehrmacht para frenar el avance de las tropas británicas.
Entre 1933 y 1945, la población de Jesteburgo casi se duplicó, principalmente debido a los refugiados.

## Turismo
Entre 1986 y 87, el Heimathaus fue reconstruido en la Niedersachsenplatz. El Heimathaus es un edificio de 450 años de antigüedad originario de Eyendorf.
La ciudad de Jesteburgo también alberga el Kunststätte Bossard, una obra de arte total (Gesamtkunstwerk) expresionista.

## Clubes
- Club de Tiro de Jesteburgo (1864)
- Asociación de ejercicios físicos de Jesteburgo (1912)
- Club de Tenis de Jesteburgo (1969)
- Club de equitación y conducción Nordheide
- Banda de viento de Jesteburgo (1998)
- Club de tenis de mesa de Jesteburgo
- Jesteburg Rugby Wombats
- Círculo de amigos del departamento de bomberos voluntarios de Jesteburgo